# Луизиньо
Луизиньо да Силва (на португалски: Luizinho da Silva) е бисау-гвинейски футболист, който играе на поста централен нападател. Състезател на Фелгейраш.

## Кариера
На 1 август 2021 г. Луизиньо подписва с УД Оливейренсе. Дебютира на 13 август при победата с 2:3 като гост на втория отбор на Брага.
На 5 юли 2022 г. нападателят е обявен за ново попълнение на старозагорския Берое. Прави дебюта си на 11 юли при победата с 2:1 като домакин на Ботев (Враца).